# 高井神島
高井神島（たかいかみしま）は、愛媛県越智郡上島町に属する有人島・離島である。
芸予諸島に属し、瀬戸内海の魚島群島の一角を占めている。

## 概要
面積は1.34km2。26人、20世帯が生活している（平成27年国勢調査）。島の最高標高地点は行者森で、257mであるが、2018年5月現在は道が荒れており到達は困難である。島は山間部が多く、1921年に建設された高井神島灯台が島のランドマークとなっているが、ほとんどの世帯は農業をせず、漁業が主要産業となっている。

## 交通
上島町営 （快速船）
- 因島の土生港から弓削島もしくは豊島に行き、高井神港へ約50分。町営汽船の運賃・時刻表

## イラスト壁画
島起こしの一環として、2016年から著名な漫画作品のイラスト壁画が製作されている。いずれも著作権者に許可を得たものであり、2018年5月現在では、山田貴敏、えびはら武司、御茶漬海苔、福本伸行、森下裕美、のむらしんぼ、浜田ブリトニーなどの絵画が完成している。

## 祭り
高井神島ようこそ祭り
島起こしのために2010年から始められた祭り。
- 第1回 2010年4月 高井神島公民館
- 第2回 2011年4月23日（土） 高井神島公民館
- 第3回 2012年9月1日（土） 高井神島公民館　出演：美土里りんご(歌手)、アリス (マジシャン)